# Japalura dymondi
Japalura dymondi är en ödleart som beskrevs av George Albert Boulenger 1906. Japalura dymondi ingår i släktet Japalura och familjen agamer. Inga underarter finns listade i Catalogue of Life.
Arten förekommer i provinserna Yunnan och Sichuan i södra Kina. Honor lägger ägg.